# Pedro Arigo
Pedro Dulay Arigo (ur. 8 listopada 1938 w Malate) – filipiński duchowny rzymskokatolicki, w latach 1996–2016 wikariusz apostolski Puerto Princesa.

## Życiorys
Święcenia kapłańskie przyjął 22 grudnia 1963. 23 lutego 1996 został prekonizowany wikariuszem apostolskim Puerto Princesa ze stolicą tytularną Mactaris. Sakrę biskupią otrzymał 18 maja 1996. 28 października 2016 przeszedł na emeryturę.